# Greenville (Kentucky)
Greenville – miasto w Stanach Zjednoczonych, w stanie Kentucky, siedziba administracyjna hrabstwa Muhlenberg.